# Gonamytta occidentalis
Gonamytta occidentalis är en insektsart som först beskrevs av Karsch 1890.  Gonamytta occidentalis ingår i släktet Gonamytta och familjen vårtbitare. Inga underarter finns listade i Catalogue of Life.